# Bombardeos navales aliados sobre Japón durante la Segunda Guerra Mundial
Los bombardeos navales aliados sobre Japón durante la Segunda Guerra Mundial se desarrollaron por parte de la Armada de Estados Unidos, la Marina Real Británica y la Armada Real Neozelandesa contra instalaciones industriales y militares en Japón. La mayoría de los bombardeos involucraban acorazados y causaban graves daños a muchas de las fábricas a quién iban dirigidas así como zonas civiles cercanas. Uno de los objetivos principales era hacer que los militares japoneses usaran parte de su reserva aérea en una batalla. Sin embargo, los japoneses no intentaron atacar a fuerzas de bombardeo de los Aliados, y ninguno de los buques de guerra involucrados sufrieron daños.
Los bombardeos más fuertes empezaron el 14 y el 15 de julio de 1945, cuando los buques de guerra de la Armada de Estados Unidos atacaron a las ciudades de Kamaishi y Muroran. EL siguiente ataque fue hecho por la unión de las fuerzas Británicas y estadounidenses en contra de la ciudad de Hitachi durante la noche del 17/18 de julio. Grupos de cruceros y de destructores bombardearon seguidamente las áreas de Nojima Saki y de Shionomisaki el 18 de julio y la noche del 24/25 de julio, respectivamente. El 29 de julio, los buques de guerra estadounidenses y británicos atacaron Hamamatsu y en la noche del 20/31 varios destructores estadounidenses bombardearon Shimizu. El último bombardeo tuvo lugar el 9 de agosto, cuando Kamaishi fue atacado por los buques de guerra de Estados Unidos, Nueva Zelanda e Inglaterra. Los dos submarinos de la Armada de Estados Unidos llevaron a cabo ataques de escala pequeña durante junio y julio de 1945; uno de los submarinos también consiguió un pequeño grupo de ataque.
Los bombardeos navales de los Aliados interrumpieron la producción industrial en las ciudades a las que estaba dirigidos los ataques y convencieron a muchos japoneses que la guerra estaba perdida. Hasta 1739 japoneses murieron en los ataques y hubo hasta 1497 heridos. Los únicos damnificados de los Aliados fueron 32 prisioneros de guerra, que murieron durante los bombardeos de Kamaishi.

## Antecedentes
A mediados de 1945, las ciudades e instalaciones industriales en el archipiélago japonés estaba bajo ataque sostenido por las Fuerzas Aéreas del Ejército de Estados Unidos (USAAF), había fuertes bombardeos de Boeing B-29 Superfortress que tenían su base en las Islas Marianas. Los ataques de los barcos y los submarinos de los Aliados habían cortado la mayoría de las rutas del comercio del país, los portaaviones de la marina de Estados Unidos habían bombardeado el archipiélago en varias ocasiones. La escasez de combustible había reducido la mayoría de los barcos sobrevivientes de la Armada Imperial Japonesa a puerto y los había obligado y también al Servicio Aéreo del Ejército Imperial Japonés a guardar sus unidades aéreas en reserva contra la invasión de los Aliados que se esperaba a finales de ese año. Antes de la guerra, el ejército japonés había evaluado que artillería costera ya no era adecuada para las circunstancias del país. Como resultado, solo unos pocos puertos estratégicos estaban protegidos por artillería capaz de defender buques de guerra enemigos, y la mayoría de las armas eran de bajo calibre.
Durante la Guerra del Pacífico, los acorazados más rápidos de la Armada de Estados Unidos, habían sido usados principalmente para escoltar grupos de portaaviones que formaban la Flota del Pacífico de Estados Unidos que era la principal fuerza de choque. También ocasionalmente habían bombardeado posiciones japonesas cerca de la costa y habían luchado contra buques japoneses.
A mediados de 1945 los comandantes de la Armada de los Aliados decidieron usar acorazados para llevar a cabo una serie de ataques contra las ciudades costeras de Japón. Se esperaba que el ejército japonés respondiera a éstos bombardeos atacando las fuerzas de los Aliados con las naves aéreas que tenían en reserva para responder a la invasión planeada de Japón, de esta forma exponiendo sus naves aéreas para que fueran destruidas por las de los Aliados. Sin embargo, el Cuartel General Imperial había anticipado que los Aliados llevarían a cabo bombardeos y otras operaciones con este objetivo y por lo tanto decidieron no atacar fuerzas navales operando fuera de Japón. En lugar de esto, las fuerzas aéreas permanecerían como reserva hasta que las operaciones de aterrizaje de los Aliados en el archipiélago comenzaran.

## Bombardeos

### Primer ataque a Kamaishi
El 1.ero de julio de 1945, la Tercera Flota de Estados Unidos zarpó del golfo de Leyte en las Filipinas bajo el mando del almirante William Halsey para atacar el archipiélago japonés. Los planes de Halsey incluían el uso de acorazados y cruceros para bombardear instalaciones militares y fábricas. Para prepararse para estos ataques, los submarinos navales de Estados Unidos navegaron hacia las costas de Japón para buscar minas marinas. Las aeronaves de la USAAF, B-29 Superfortress y B-24 Liberator también llevaron a cabo vuelos de reconocimiento fotográfico sobre gran parte de Japón en busca de campos aéreos e instalaciones que pudieran ser atacados por la Tercera Flota.
El principal componente de la Tercera Flota, la Task Force 38 (TF 38), empezó a atacar los objetivos en Japón el 10 de julio dirigida por el vicealmirante John S. McCain. En este día los aviones de los portaaviones de la Task Force atacaron instalaciones alrededor de Tokio. La Task Force 38 navegó hacia el norte y el 14 de julio empezó los bombardeos en Hokkaido y en el norte de Honshu. Estas zonas estaban fuera del alcance de los B-29 Superfortress y hasta ese punto no habían sido atacadas en la guerra. Otros 8 buques de guerra y 21 barcos mercantes fueron dañados y los portaaviones dijeron que habían destruido 25 aviones japoneses.

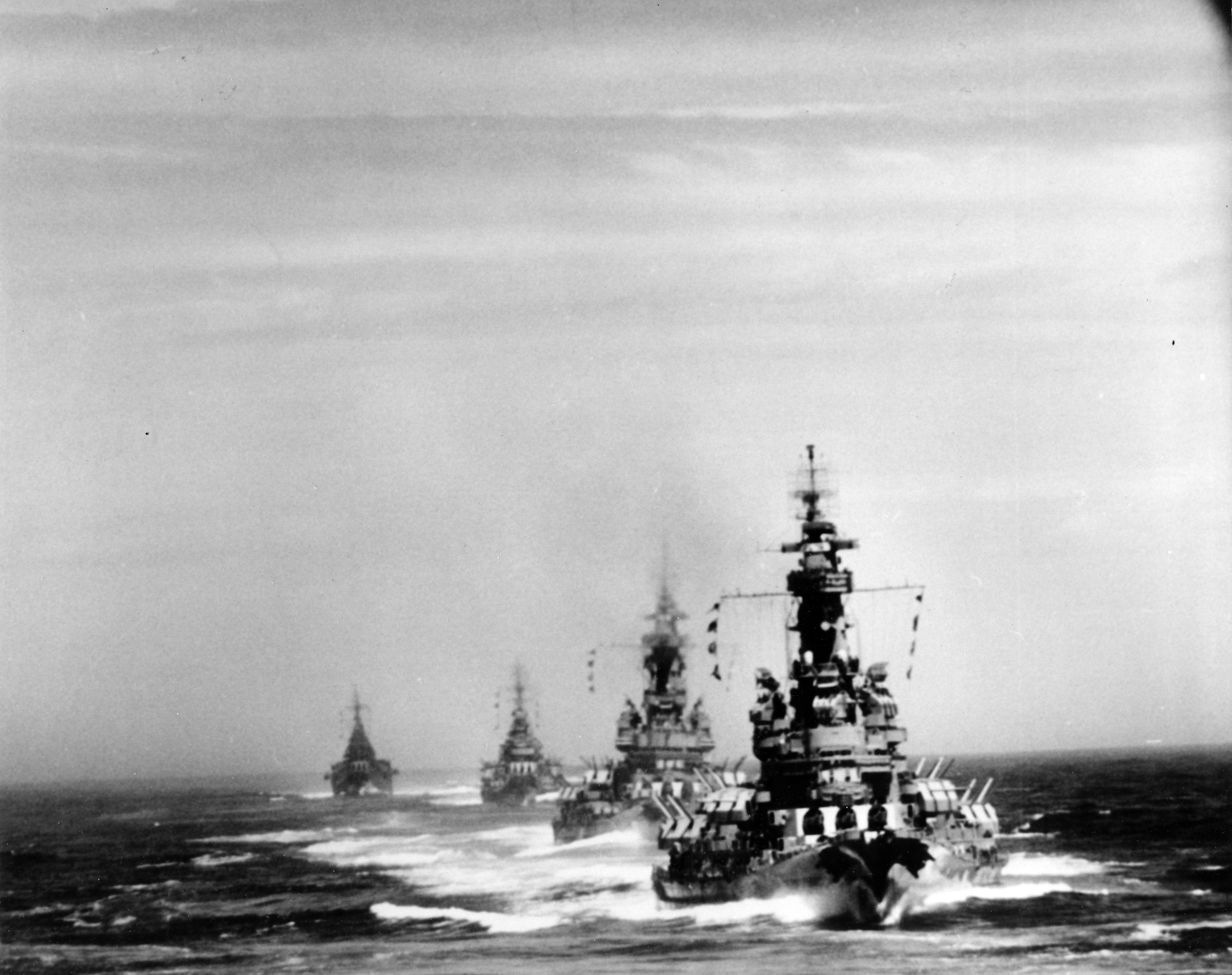
Barcos de la Unidad de 34.8.1 acercándose a Kamaishi el 14 de julio de 1945

El primer bombardeo de los Aliados a una ciudad costera japonesa se llevó a cabo el 14 de julio junto con los ataques aéreos en Hokkaido y el norte de Honshu. Un grupo de bombardeo que mandaba el contraalmirante John F. Shafroth asignado a la Unidad de Task 34.8.1 (TU 34.8.1) se separó de la TF 38 para atacar las fundiciones de Kamaishi al norte de Honshu. Por entonces, la ciudad tenía una población de cuarenta mil habitantes y su complejo metalúrgico era de los más grandes de Japón. Sin embargo, debido a la escasez de coque y otras materias primas, operaba a menos de la mitad de su capacidad. La TU 34.8.1 que comprendía los acorazados USS South Dakota, Indiana y Massachusetts así como los cruceros pesados USS Quincy y Chicago así como nueve destructores. Los prisioneros de guerra de los Aliados habían sido asignados a trabajar en la Nippon Steel Company y dormían en dos campos en Kamaishi.
El grupo de bombardeo abrió fuego contra las fundiciones a las 12:10 p. m. desde una distancia de 29 000 yd (26 517,6 m). Después, los barcos se acercaron a la ciudad, pero no cruzaron la línea de braza ya que no había detectores de minasTpara limpiar la zona de las minas. El bombardeo duró un poco más de dos horas, durante ese tiempo, la fuerza logró 6 pases a través de la entrada del muelle de Kamaishi y disparó 802 16 pulgadas (406,4 mm) proyectiles, 728 8 pulgadas (203,2 mm) proyectiles and 825 5 pulgadas (127 mm) proyectiles. Mientras la mayoría de los proyectiles caían dentro de los terrenos de los trabajos de hierro, las explosiones causaban que los fuegos de cocina explotaran a través de Kamaishi. El humo que había impidió que las naves aéreas de la Armada de Estados Unidos fuera capaz de ver y ayudar a los buques de guerra, los que siguieron disparando de manera precisa en objetivos predeterminados. Ninguna nave aérea o armas costeras japonesas respondieron a este bombardeo. Las naves aéreas de los Aliados fotografiaron los trabajos de hierro después del ataque, pero los intérpretes de fotografía subestimaron hasta que punto habían sido dañados. Esta fue una de las primeras veces en las que inteligencia fotográfica se había usado para determinar el daño causado por el bombardeo naval y los intérpretes le dieron mucha importancia al hecho de que ninguno de los edificios de los trabajos de hierro había sido destruido. Los Aliados se enteraron después de la guerra que los trabajos de hierro habían resultado muy dañados y tuvieron que parar la producción por un tiempo. Esto resultó en la pérdida a lo equivalente de cuatro semanas de producción de arrabio y dos meses y medio de producción de coque. Cinco prisioneros de guerra de los Aliados murieron en el bombardeo.

### Muroran

Mayores ataques aéreos navales de los Aliados y bombardeos de los objetivos en Japón en julio-agosto de 1945.

La noche del 14/15 de julio, otra unidad de bombardeo - TU 34.8.2 - se separó de TF 38 para atacar al pueblo de Muroran en la costa sureste de Hokkaido. TU 34.8.2 fue comandada por el contraalmirante Oscar C. Badger que comprendía los siguientes acorazados Iowa, Missouri y Wisconsin, los cruceros ligeros Atlanta y Dayton y ocho destructores. El Almirante Halsey acompañó a esta fuerza a bordo de Missouri. Los objetivos de este ataque eran las instalaciones Steel Company de Japón y los trabajos de hierro de Wanishi. También esa noche, una fuerza de cuatro cruceros y seis destructores cruzaron a través de la costa este de Honshu buscando atacar barcos japoneses pero no encontraron ninguno.
El bombardeo de TU 34.8.2 empezó en la madrugada del 15 de julio. Los tres acorazados dispararon 860 16 pulgadas (406,4 mm) proyectiles en la ciudad desde un rango de 28 000 - 32 000 pulgadas (26 000 - 29 000 m).La observación aérea y el avistamiento de daños fue muy difícil por las condiciones brumosas, solamente 170 proyectiles cayeron cerca de las dos plantas. Sin embargo, si hubo un daño considerable en las instalaciones industriales, que resultó en la pérdida de producción de coque de dos meses y medio y menos producción de arrabio. El daño en los edificios de la ciudad también era extensivo. Al igual que con el bombardeo de Kamaishi, los intérpretes de fotografía subestimaron la escala del daño causado. TU 34.8.2 era altamente vulnerable ante un ataque aéreo a lo largo de un periodo de más de seis horas en el que estuvo visible en la costa de Hokkaido y Halsey posteriormente escribió que esas fueron las horas más largas de su vida. El fracaso de los japoneses en atacar sus barcos convencieron a Halsey que estaban guardando sus naves aéreas para usarlas en contra de la invasión de los Aliados. El 15 de julio, naves aéreas volando desde el portaaviones TF 38 atacaron otra vez a Hokkaido y el norte de Honshu, devastando la flota de barcos que transportaba carbón entre las dos islas.

### Hitachi
Los ataques a Hokkaido y al norte de Honshu terminaron el 15 de julio y el TF 38 navegó lejos de la costa japonesa para reabastecerse de combustible y reunirse con el cuerpo principal de la Flota Pacífica Británica a quién le fue designada el Task Force 37 (TF 37). En la mañana del 17 de julio, los portaaviones británicos y estadounidenses atacaron objetivos en el norte de Tokio. Más tarde en ese día, TU 34.8.8 se separó de la fuerza de los portaaviones para bombardear blancos alrededor de la ciudad de Hitachi, la cual está localizada aproximadamente 80 mi (128,7 km) al noreste de Tokio. Esta fuerza era comandada por el contraalmirante Badger y comprendía los acorazados Iowa, Missouri, Wisconsin, North Carolina, Alabama, y HMS King George V, los cruceros ligeros Atlanta y Dayton, y ocho destructores estadounidenses y dos británicos. El Rey George V y sus dos escoltas salieron detrás de la fuerza estadounidense y operaban de manera independiente. Halsey acompañó de nuevo a la fuerza a bordo de Missouri.
El bombardeo del área de Hitachi se llevó a cabo la noche del 17/18 de julio. Lluvia y niebla hicieron que localizar a los objetivos fuera difícil e impedía la detección de aeronaves, pero varios portaaviones mandaron patrullas protectoras sobre la fuerza de bombardeo. Los buques de guerra de los Aliados abrieron fuego a las 11:10 p. m. y apuntaron a sus objetivos usando radares y LORAN. Los atacantes tenían como objetivo nueve instalaciones industriales y el Rey George V tenía asignados objetivos similares a los de los buques de guerra estadounidenses. Para cuando el bombardeo cesó a la 1:10 a. m. los acorazados estadounidenses habían disparado 1,238 16 pulgadas (406,4 mm) proyectiles, y los acorazados británicos 267 14 pulgadas (355,6 mm) proyectiles. Los dos cruceros ligeros también dispararon 292 6 pulgadas (152,4 mm)proyectiles a instalaciones electrónicas y de radar al sur de Hitachi. Todos los disparos fueron desde un rango de 23 000 - 35 000 yardas (21 000 - 32 000m) de distancia de los objetivos.
El ataque a Hitachi tuvo resultados mixtos. Solamente tres de los nueve objetivos del bombardeo fueron exitosos y el danño general a la ciudad se clasificó como "leve". Sin embargo el ataque causó un daño considerable al área urbana de la ciudad y a sus servicios esenciales. Este daño fue aumentado considerablemente con un bombardeo de un B-29 a Hitachi la noche del 18/19 de julio que destruyó o daño el 79 % del área urbana de la ciudad. La historia oficial de la Armada de Estados Unidos en la Segunda Guerra Mundial dice que los "japoneses individuales" consideraban los bombardeos navales mucho más aterradores que los ataques aéreos.

### Nojima Saki y Shionomisaki
El 18 de julio, los TFs 37 y 38 llevaron a cabo más ataques aéreos en el área de Tokio, el principal objetivo de la fuerza estadounidense era intentar undir el acorazado japonés Nagato en la Base Naval de Yokosuka. Esa noche, la División de Crucero 17 (CruDiv 17), que comprendía los cruceros ligeros: USS Astoria, Pasadena, springfield y Wilkes-Barre y seis destructores bajo el comando del contraalmirante J. Cary Jones, dispararon 240 6 pulgadas (152,4 mm) proyectiles a una estación de radar en Cape Nojima durante un periodo de cinco minutos pero no lograron ningún.
Después de completar sus ataques en la región de Tokio, la Flota de los Aliados llevó a cabo una reposición en el mar del 21 al 23 de julio antes de atacar Kure y el mar interior del 24 al 28 de ese mes. La noche del 24/25 de julio, CruDiv 17 patrullaba el Canal de Kii y bombardeó la base naval de hidroaviones en Kushimoto, un campo de aterrizaje cerca de Cape Shionomisaki y una estación de radio. Este ataque duró solamente cuatro minutos y causó muy poco daño.

### Hamamatsu
El 29 de julio, un grupo de buques de guerra se separó del cuerpo principal de la Flota de los Aliados para bombardear la ciudad de Hamamatsu, que se encuentra en la costa sur de Honshu, entre Nagoya y Tokio. Esta fuerza comprendía los mismos barcos que habían atacado a Kamaishi el 14 de julio más la adición del Rer George V y los destructores HMS Ulysses, Undine y Urania; los cuatro barcos británicos fueron designados a Task Unit 27.1.2 (TU 37.1.2). La ciudad había sufrido previamente daño extensivo por ataques aéreos.
Los barcos británicos y estadounidenses atacaban a sus objetivos de manera independiente. El Rey George V abrió fuego en la Japan Musical Instrument Company's Plant n.º 2 (que estaba siendo usada para producir propulsores aéreos) a las 11:19 p. m. desde un rango de 20 075 yd (18 356,6 m). El acorazado disparó 265 14 pulgadas (355,6 mm) vueltas a la planta en 27 minutos y fue capaz de usar aviones de localización de artillería, con la visibilidad bastante buena. Aun así, se generó poco daño en las instalaciones. Massachusetts disparó a la Planta número 1 pero logró un ligero impacto. A pesar del pequeño daño físico, los bombardeos causaron un aumento del ausentismo del trabajo y la interrupción de servicios vitales que causaron que la fábrica detuviera la producción. Los barcos estadounidenses también bombardearon ellos trabajos de locomotora del Imperial Government Railway y otras tres instalaciones industriales.
De estos objetivos, los trabajos de locomotora cesó sus operaciones por aproximadamente tres meses debido a los daños, pero dos de las otras instalaciones casi habían cesado la producción antes del ataque y la tercera no sufrió daños. Dos puentes en la importante Tōkaidō Main Line fueron disparados pero no se vieron afectados, aunque el daño causado a la infraestructura del riel en Hamamatsu hizo que la línea se cerrara durante 66 horas. Durante el bombardeo, Undine abrió fuego dos veces en pequeños grupos de barcos que eran posiblemente barcos de pesca. Ningún aeronave japonesa ni baterías de la costa respondió al ataque de los Aliados. El bombardeo de Hamamatsu fue la última vez que un acorazado británico disparó un arma intentando causar daños.

### Shimizu
El siguiente bombardeo de Japón se llevó a cabo la noche del 30/31 de julio. En esa noche el Escuadrón Destructor 25 (DesRon 25), que era comandado por el Capitán J.W. Ludewig a bordo del USS John Rodgers, buscó barcos japoneses en el Golfo de Suruga para atacar. No se encontró ningún barco, y en las primeras horas del 31 de julio, el escuadrón zarpó más al fondo del Golfo y disparó 1,100 vueltas de 5 pulgadas (127 mm) proyectiles durante siete minutos en un patio de ferrocarril y una planta de aluminio en el pueblo de Shimizu. Aunque lograron golpear con éxito a la plata de aluminio, fue de poca importancia ya que casi había cesado la producción debido a la escasez de materia prima. No se logró dañar al patio del ferrocarril.

### Segundo ataque a Kamaishi

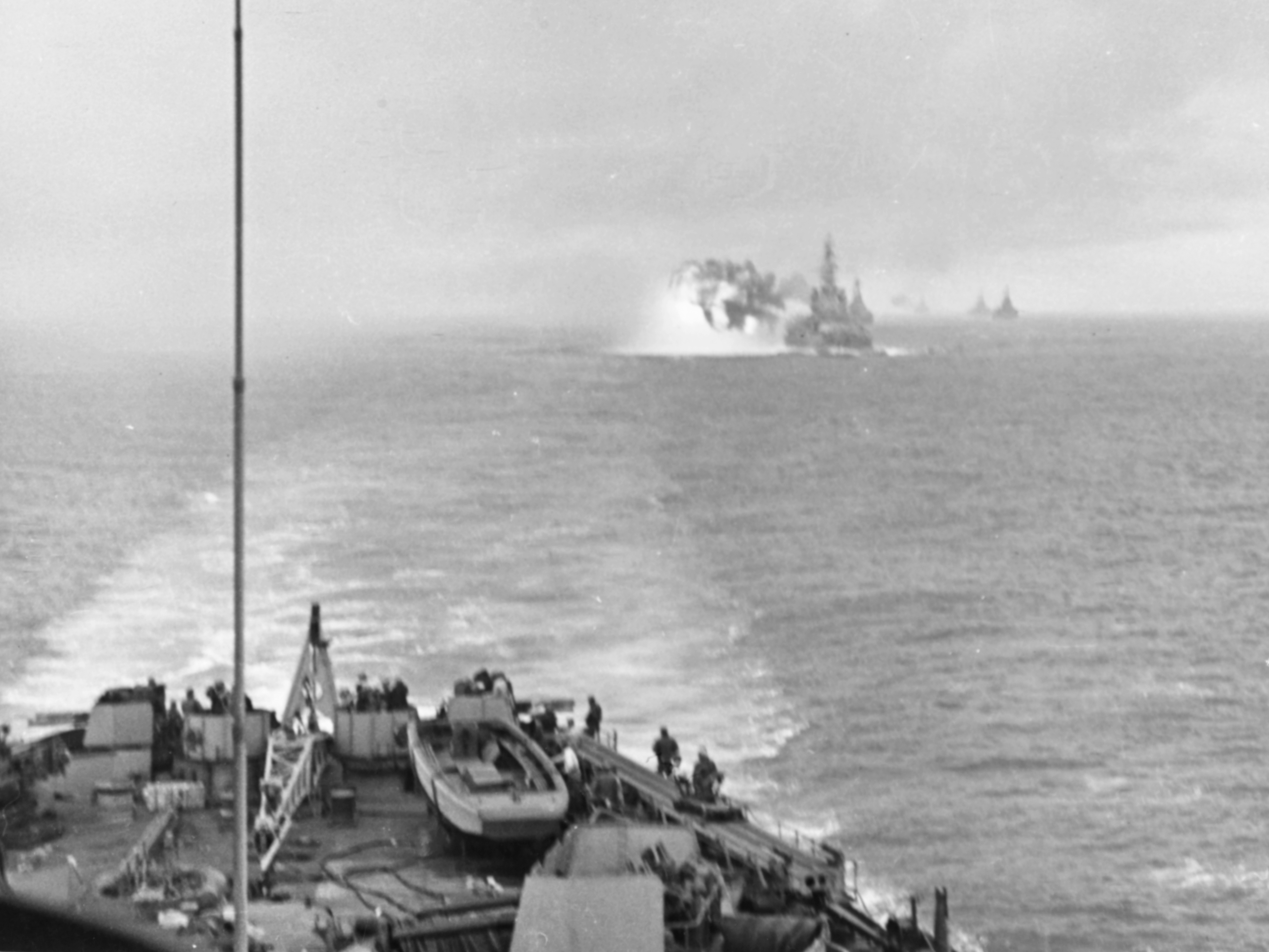
USS Massachusetts disparando a Kamaishi el 9 de agosto de 1945

Durante los últimos días de julio y a principios de agosto, la flota de los Aliados zarpó lejos de la costa japonesa para evitar un tifón y permitir que los barcos se reabastecieran con reservas de municiones y de combustible. La flota se dirigió al norte, el 9 y el 10 de agosto, el portaaviones atacó a una larga concentración de aeronaves en los aeropuertos japoneses al norte de Honshu. Los pilotos de los portaaviones dijeron que se habían destruido 720 aeronaves japonesas durante la operación
Como parte de estas operaciones al norte de Japón, Kamaishi fue bombardeado de nuevo el 9 de agosto debido a una creencia errónea en la que los campos de hierro no habían sido dañados suficientemente. TU 34.8.1 condujo este ataque y comprendía los barcos que habían bombardeado la ciudad en julio más la adición de los cruceros pesados USS Boston y Saint Paul, el crucero ligero británico HMS Newfoundland, el crucero ligero de Armada Real Neozelandesa HMNZS Gambia y los destructores HMS Terpsichore, Termagant y Tenacious. King George V no participó en esta acción ya que había problemas mecánicos que afectaban sus propulsores de corriente lo que significaba que no era capaz de navegar a la velocidad específica necesaria para la fuerza de bombardeo.
Los barcos de los Aliados abrieron fuego en los campos de hierro y los muelles en Kamaishi a las 12:54 p. m. El bombardeo fue conducido desde un rango promedio de 14 000 yd (12 801,6 m) y duró casi cuatro horas. Durante este tiempo, los barcos lograron cuatro pases a través del muelle de Kamaishi y dispararon 803 16 pulgadas (406,4 mm) proyectiles, 1,383 8 pulgadas (203,2 mm) proyectiles and 733 6 pulgadas (152,4 mm) proyectiles. Gambia disparó los tiros del ataque. Durante el bombardeo, varias aeronaves japonesas se acercaron a los barcos de los Aliados y los combatientes navales de los Aliados le dispararon a dos de ellas. Este bombardeo causó más daño que el ataque de julio y grandes cantidades de arrabio fueron destruidas. Los sonidos de los bombardeos eran transmitidos en vivo en el radio en Estados Unidos a través del relevo de radio a bordo en Iowa. Uno de los campos de prisioneros de guerra en Kamaishi fue destruido por un ataque de los Aliados, resultando en la muerte de 27 prisioneros Aliados.
Otro bombardeo por parte de King George V, tres cruceros ligeros y destructores de escolta estaba planeado para llevarse a cabo contra un objetivo japonés no especificado el 13 de agosto. Este ataque fue cancelado debido tanto como a los problemas mecánicos de los acorazados y los bombardeos atómicos de Hiroshima y Nagasaki. La flota de los Aliados no llevó a cabo más bombardeos ya que Japón de rindió el 15 de agosto.

### Ataques submarinos

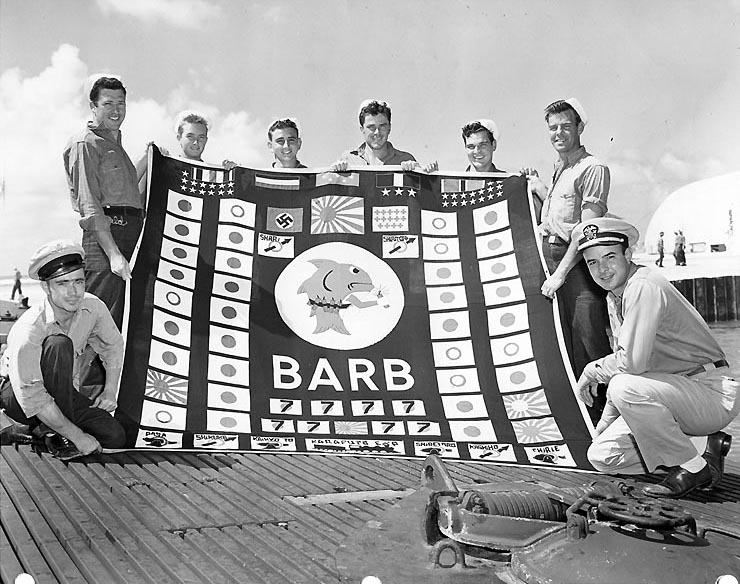
Los miembros de la tripulación del USS Barb que llegaron a Japón el 23 de julio de 1945 posando con la bandera de guerra del submarino. Incluye símbolos de la destrucción de un tren en operación, así como los bombardeos de la costa del submarino.

Dos submarinos navales de Estados Unidos atacaron ubicaciones en el archipiélago japonés durante julio de 1945. El 20 de julio USS Barb llegó a las islas del norte de Japón bajo el comando del Comandante Gene Fluckey. Para esta patrulla el submarino fue llenado con un cohete de 5 pulgadas (127 mm) para los bombardeos de la costa. Un poco después de la media noche en 22 de junio el submarino disparó 12 cohetes al pueblo de Shari al noreste de Hokkaido. Barb después se fue al norte y el dos de julio bombardeo el pueblo de Kaiyo al sureste de Sakhalin con su cañón de cubierta. Este ataque destruyó tres juncos atracados en el pueblo, daño una colonia de sello y causó que empezaran varios fuegos. Al día siguiente, el submarino disparó más cohetes al pueblo de Shisuka. Un grupo de ocho hombres de Barb llegó a la costa este de Sakhalin el 23 de julio y plantó cargas de demolición en las vías del tren. Poco después de que los hombres estaban remando de regreso al submarino, las cargas estallaron por un tren que pasaba, 150 personas, incluidos civiles murieron. El 24 de julio, Barb disparó 32 cohetes al pueblo de Shiritori y 12 cohetes a Kashiho. Mientras el submarino regresaba a la base, atacó al pueblo de Chiri el 25 de julio y Shibertoro al día siguiente.
El otro bombardeo submarino se llevó a cabo en la mañana del 24 de junio, cuando USS Trutta disparó a la isla de Hirado Shima en el Estrecho de Tsushima. Este ataque buscaba convencer a los japoneses que una fuerza de submarinos estadounidenses que había estado operando en el Mar de JapónTiba a intentar salir a través del Estrecho de Tsushima, en lugar de su ruta actual lejos hacia el norte a través del Estrecho de La Pérouse entre Honshu y Sakhalin

## Resultados

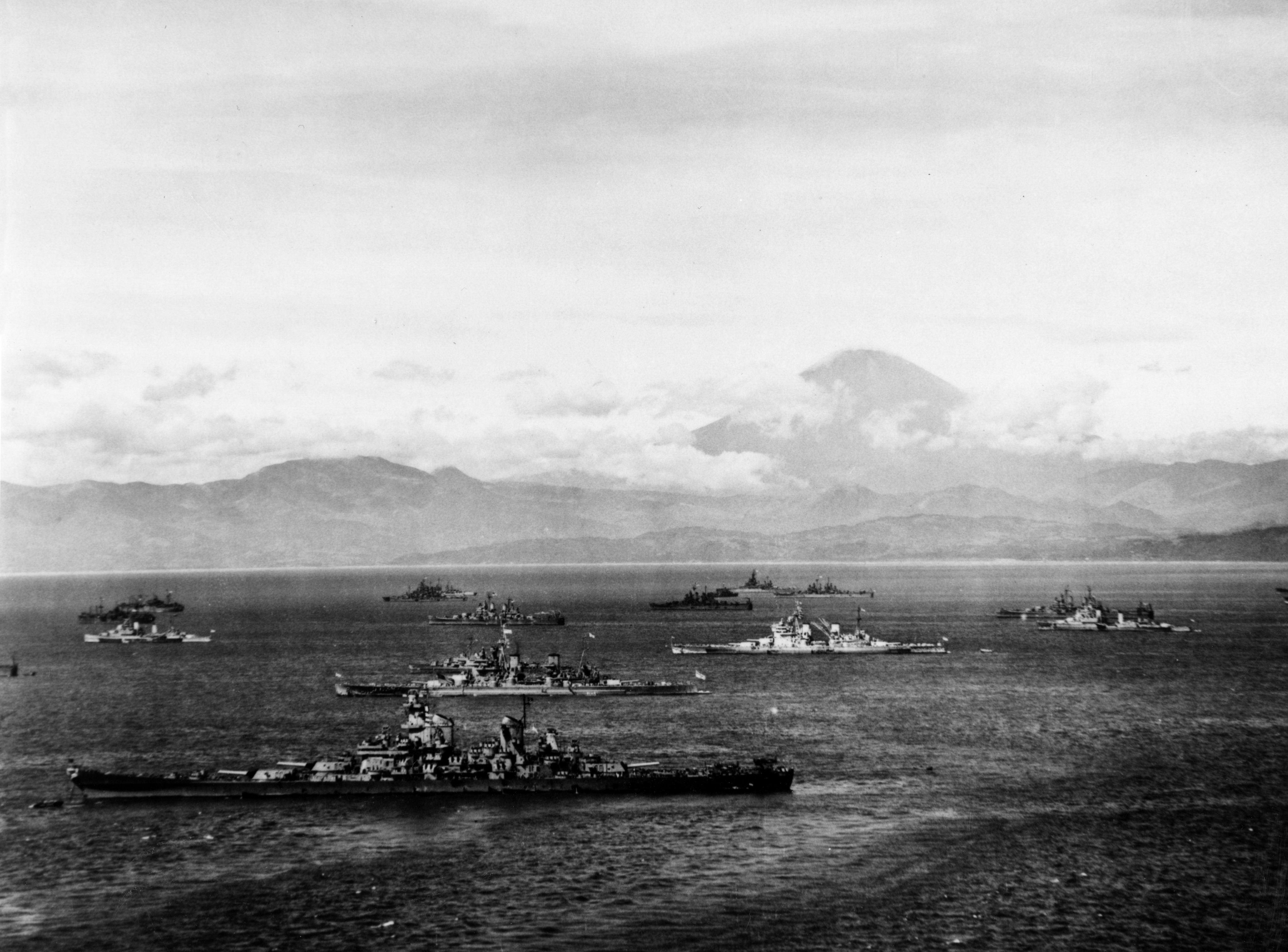
Acorazados USS Missouri, HMS Duke of York, HMS King George V, y USS Colorado y otros buques de guerra de los Aliados en Sagami Bay el 28 de agosto de 1945

A pesar de que los bombardeos navales no dieron los resultados que los Aliados esperaban de los militares japoneses, si dañaron la industria de acero del país. Mientras varias de las fábricas que fueron atacadas operaban a una capacidad reducida, los campos de hierro importantes de Kamaishi y Wanishi sufrieron grandes daños cuando fueron bombardeadas en julio y en agosto. Durante ambos ataques, las armas de los Aliados fue exacta y centrada a las fábricas de coque, que eran críticas para la producción. Evaluaciones después de la guerra descubrieron que el daño causado a los edificios industriales por tan solo 16 pulgadas (406,4 mm) de bombardeos navales era menos que el que podría ser causado por las bombas de propósito general de 2000 lb (907,2 kg) y 1000 lb (453,6 kg) usadas por las aeronaves de los Aliados. Mientras esto mantenía una visión puesta por el Vicealmirante McCain de que las aeronaves asignadas para proteger las fuerzas de bombardeo pudieron haber causado más daños que los barcos, la Encuesta de Estados Unidos de Bombardeo Estratégico juzgó que los bombardeos navales estaban justificados ya que hubo poco riesgo hacia los barcos involucrados.
Los bombardeos también afectaron la moral de los japoneses. Los civiles japoneses que experimentaron tanto bombardeos aéreos como navales se dieron cuenta de que los ataques navales eran mucho más terroríficos debido a su imprevisibilidad y su larga duración. Varias de las facilidades industriales que sufrieron poco daño en los bombardeos incurrieron una pérdida significativa en la producción debido al absentismo y reducción de la productividad. Este no fue el caso para todas las instalaciones que fueron atacadas y la moral de los trabajadores en las dos fábricas aumentó. La aparición de los buques de guerra de los Aliados en la costa convencieron a muchos japoneses que la guerra estaba pérdida. Sin embargo, estas actitudes no ayudaron a que la guerra terminara ya que los puntos de vista de los civiles tenían poca influencia sobre la decisión de rendirse del Gobierno Japonés.
En 1949, la Agencia de Estabilización Económica Japonesa calculó que los bombardeos navales de los Aliados y otros tipos de ataque aparte de los bombardeos habían causado 3,282 damnificados, representando el 0.5 % de todos los damnificados causados por los Aliados en el archipiélago de Japón. Las damnificaciones atribuidas a los bombardeos navales y a otras causas incluían 1,739 fatalidades, 46 personas clasificadas como ausentes y 1,497 personas que estaban heridas.

### Citas
1. ↑  Zaloga (2010), pp. 4–6, 53–54
2. ↑  Zaloga (2010), pp. 8–13
3. ↑  Whitley (1998), p. 17
4. ↑  Willmott (2002), pp. 193–194
5. ↑  Giangreco (2009), p. 88
6. ↑  Hoyt (1982), pp. 37–38
7. ↑  Morison (1960), pp. 310–312
8. 1 2  Morison (1960), p. 312
9. 1 2  Royal Navy (1995), p. 218
10. 1 2 3 4 5  Morison (1960), p. 313
11. ↑  Banham (2009), p. 262
12. ↑  Royal Navy (1995), pp. 218–219
13. ↑  Banham (2009), p. 207
14. ↑  Morison (1960), pp. 313–314
15. 1 2 3 4  Royal Navy (1995), p. 219
16. 1 2  Potter (1985), p. 343
17. ↑  Hoyt (1982), pp. 43–44
18. 1 2 3  Morison (1960), p. 314
19. 1 2  Royal Navy (1995), p. 220
20. ↑  Hoyt (1982), p. 54
21. 1 2  Royal Navy (1995), pp. 220–221
22. 1 2  Morison (1960), p. 316
23. 1 2  Royal Navy (1995), p. 221
24. ↑  Morison (1960), pp. 313, 316
25. 1 2  Royal Navy (1995), p. 222
26. ↑  Royal Navy (1995), pp. 222–223
27. ↑  Morison (1960), p. 331
28. ↑  Royal Navy (1995), pp. 221–222
29. ↑  Royal Navy (1995), p. 224
30. 1 2  Royal Navy (1995), pp. 224–225
31. ↑  Willmott (2002), pp. 194–195
32. ↑  Morison (1960), p. 322
33. ↑  Morison (1960), pp. 331–332
34. 1 2 3  Royal Navy (1995), p. 226
35. ↑  Hobbs (2011), p. 285
36. ↑  Wright (2003), p. 155
37. ↑  Potter (1985), p. 346
38. ↑  Banham (2009), pp. 209, 262.
39. ↑  Smith (1994), p. 184
40. ↑  Royal Navy (1995), pp. 227–228
41. 1 2  Blair (2001), p. 866
42. 1 2  «Barb I». Dictionary of American Naval Fighting Ships. Naval History and Heritage Command. Consultado el 7 de febrero de 2016.
43. ↑  Goldstein, Richard (1 de julio de 2007). «Eugene B. Fluckey, Daring Submarine Skipper, Dies at 93». The New York Times. Consultado el 7 de febrero de 2016.
44. ↑  Blair (2001), pp. 866–867
45. ↑  Blair (2001), p. 867
46. ↑  Blair (2001), p. 864
47. ↑  «Trutta». Dictionary of American Naval Fighting Ships. Naval History and Heritage Command. Consultado el 7 de febrero de 2016.
48. ↑  Royal Navy (1995), p. 231
49. ↑  Royal Navy (1995), p. 229
50. ↑  Royal Navy (1995), pp. 229–330
51. ↑  Frank (1999), p. 158
52. ↑  Morison (1960), p. 333
53. ↑  Economic Stabilization Agency (1949), pp. 1–2

## Más lecturas
- Halsey, William F.; Bryan, Joseph (1947). Admiral Halsey's Story. Londres: Whittlesey House. OCLC 747307493.
- United States Strategic Bombing Survey Naval Analysis Division (1946). Report of Ships Bombardment Survey Party–Foreword, Introduction, Conclusions, and General Summary. Japan Air Raids.org.

- Datos: Q4732616
- Multimedia: Allied naval bombardments of Japan during World War II / Q4732616